# Hugo Ferdinand Boss
Hugo Ferdinand Boss (Metzingen, 8 de julio de 1885-ibídem, 9 de agosto de 1948) fue un sastre, modista y empresario alemán creador de la fábrica de uniformes de trabajo, ahora casa de moda Hugo Boss AG y un partidario nacionalsocialista que obtuvo la licencia del Tercer Reich para la confección de los uniformes militares en el periodo previo a la Segunda Guerra Mundial y durante este periodo para las Waffen-SS y las Wehrmacht.

## Biografía

### Juventud
Boss nació en Metzingen, en el antiguo reino de Wurtemberg (1885–1948). Después de completar su aprendizaje en sastrería y un año de empleo, fundó su propia compañía textil en Metzingen entre 1923 y 1924. La línea de trabajo textil de Boss se centraba en la confección de ropa de trabajo para la industria alemana, el ministerio de correos, impermeables, ropa deportiva y uniformes de la policía. Su taller contaba con 22 trabajadores. Hugo Boss, para ese entonces, tenía relaciones industriales con sastres judíos y de tendencia comunista como la familia Herold, que fue ejecutada en Rusia.

### Colaboración con el régimen nacionalsocialista
Hugo Boss fue un nacionalsocialista convencido que se afilió al NSDAP con el número 508 889 en 1931 y se embebió profundamente en la doctrina nacionalsocialista. En 1934 deriva su habitual línea productiva a los uniformes militares de las SS, SA y posteriormente las Wehrmacht (fuerzas armadas no políticas), y las juventudes hitlerianas, que con tres millones de afiliados lo convierten en un empresario muy próspero. No dudó en deshacerse de toda relación con judíos denunciándoles para justificar su adoctrinamiento ante el partido.

Según un libro del historiador Roman Köster publicado en 2011 y autorizado por la empresa Hugo Boss SA, su militancia nacionalsocialista le sirvió para disparar sus beneficios y salvarle de la bancarrota en la llamada Gran Depresión en 1931. Además desde 1943 en sus talleres de Metzingen se utilizaron 180 trabajadores forzados, la mayoría mujeres judías de Francia (140) y Polonia (40). El ritmo de trabajo era agotador y las condiciones de alimentación y sanitarias eran muy deficientes.
Le encargaron la fabricación de las camisas pardas para la organización SA. Según Köster, los posteriores uniformes negros de las SS de Heinrich Himmler no fueron diseñados por su empresa, sino que seguían los patrones enviados desde Berlín y Boss simplemente los fabricaba. Fabricó además los uniformes de las Waffen SS y sus trajes mimetizados, paracaídas, mochilas, guantes, etc.
Después del final de la Segunda Guerra Mundial, Boss fue procesado por un tribunal de la RFA y multado con 80 000 marcos alemanes por su participación en la estructura nacionalsocialista.
A su muerte, en 1948, la empresa volvió a fabricar uniformes para trabajadores de correos y la policía. Presentó sus primeros trajes de vestir para hombre pero no se centraría en la ropa masculina de moda hasta 1970, cuando además empezó a operar internacionalmente. Actualmente pertenece en buena medida a un grupo de inversión británico y es marca reconocida a nivel mundial.